# Essenberg (Duisburg)

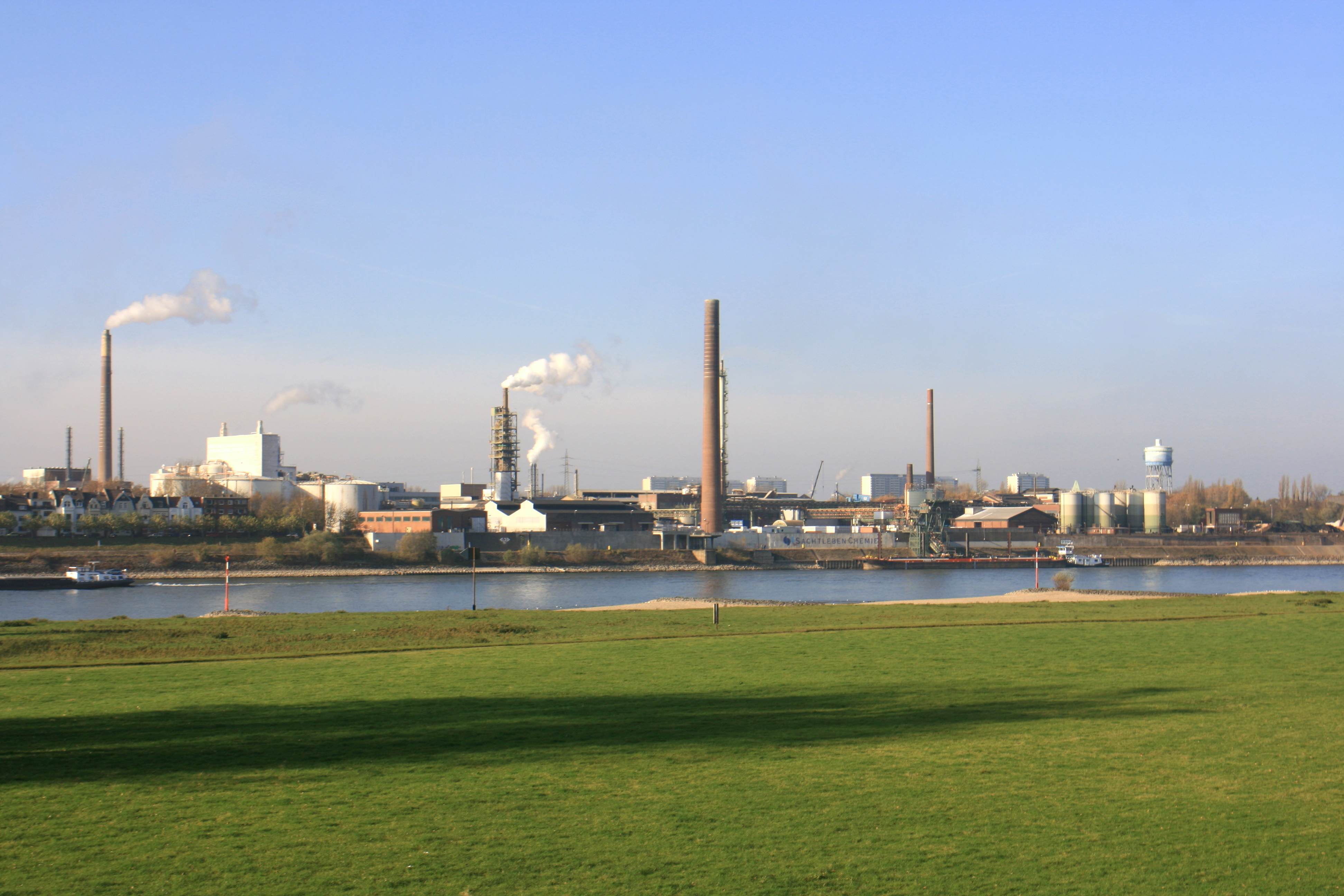
Blick über den Rhein auf die Anlagen der ehemaligen Sachtleben Chemie (heute Venator) in Duisburg-Essenberg, 2011

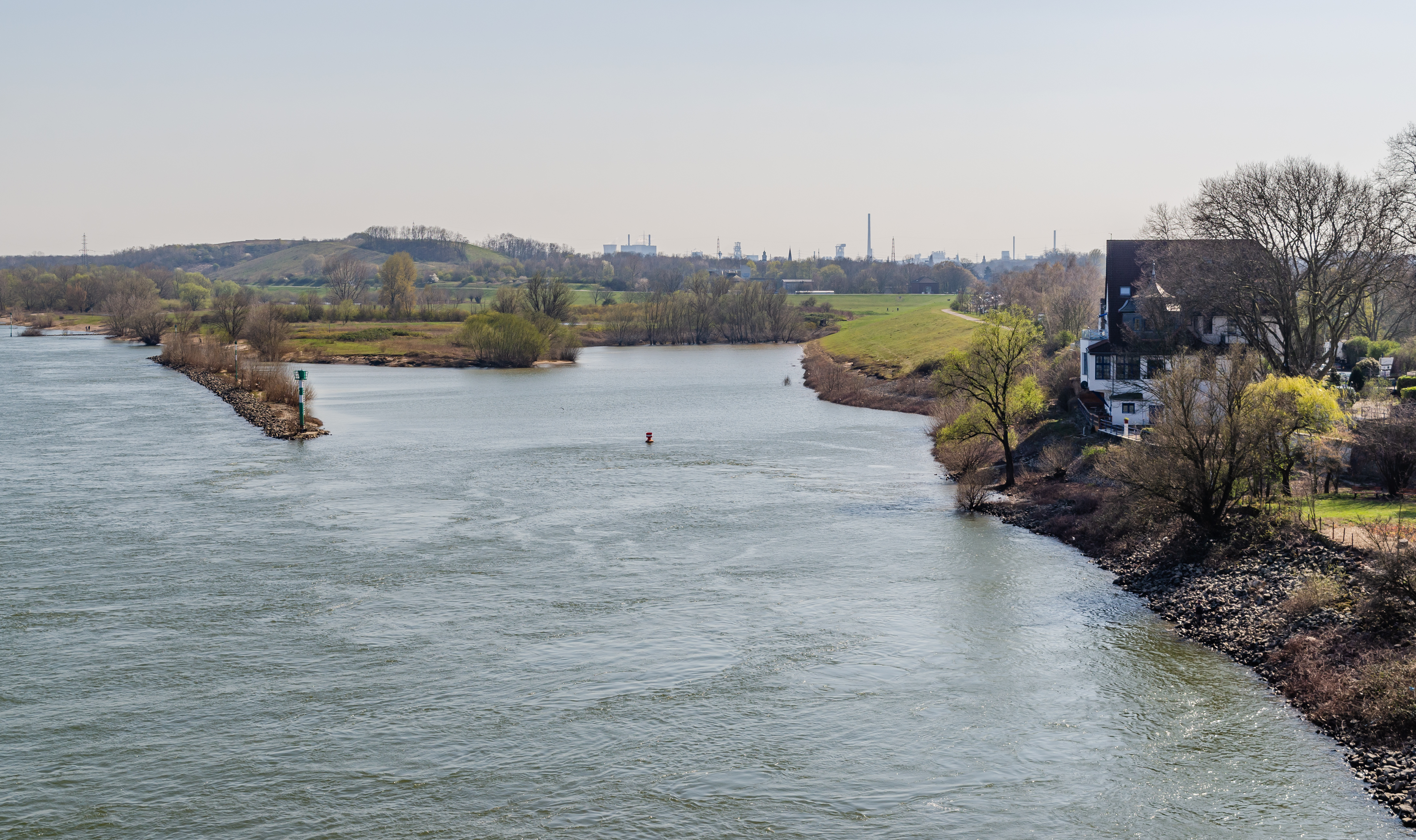
Hafenbecken des ehemaligen Rheinhafens Mevissen, rechts die historische Schiffsreparaturwerkstatt, 2020

Essenberg ist ein Ortsteil der Stadt Duisburg in Nordrhein-Westfalen. Bis 1907 war Essenberg eine eigenständige Gemeinde im damaligen Kreis Moers.

## Geographie
Essenberg liegt am linken Rheinufer und gehört zum Duisburger Stadtteil Alt-Homberg, der Teil des Stadtbezirks Homberg/Ruhrort/Baerl ist. Im Süden wird Essenberg begrenzt durch den Essenberger Bruch, der in einer verlandeten Altrheinschleife entstanden ist. Der Essenberger See ist ein im 20. Jahrhundert entstandener ehemaliger Baggersee
Essenberg besteht aus einem Wohngebiet mit überwiegend geringgeschossiger und aufgelockerter Bebauung sowie einem ausgedehnten Industrie- und Gewerbegebiet. Die ehemalige Gemeinde Essenberg besaß eine Fläche von 2,58 km².

## Geschichte
Essenberg bildete seit dem 19. Jahrhundert eine Landgemeinde in der Bürgermeisterei Homberg. Diese gehörte bis 1857 zum Kreis Geldern und seit 1857 zum Kreis Moers. Durch die Gründung der Zeche Rheinpreußen in den 1850er Jahren und der Chemiefabrik Sachtleben in den 1850er Jahren wurde Essenberg zur Industriegemeinde. Am 1. Januar 1907 wurde Essenberg zusammen mit der Gemeinde Hochheide in die Gemeinde Homberg eingegliedert. Homberg wurde 1921 zur Stadt erhoben und 1975 Teil der Stadt Duisburg.
Die Rheinschifffahrt hatte den stärksten Einfluss auf die Entwicklung von Essenberg. Nachts legten Schiffe an, damit die Schiffer einkaufen konnten. Es gab einige Schifferfamilien, z. B. Falkenburg und Scholl, die dieses Gewerbe über mehrere Generationen ausübten. Die Sprache war durch die niederländischen Schiffer geprägt. Bis in die 1960er Jahre gab es zwei Landwirte, fünf Lebensmittelgeschäfte, fünf Wirtschaften, zwei Besenstiel-Fabriken und eine Rübenkrautfabrik. Es roch meist unangenehm nach Schwefelwasserstoff und den Abwässern aus dem Rhein, die Signale der Schiffs-Nebelhörner bestimmten die akustische Kulisse.
In Essenberg gab es eine evangelisch-unierte Kirchengemeinde. Dieses Gotteshaus ist inzwischen im Besitz einer ghanaischen Gemeinde. Erst nach dem Zweiten Weltkrieg gab es hier Katholiken.
Das ehemalige Kriegerdenkmal am Denkmalplatz wurde an den Rhein umgesetzt. Die Germania trägt wieder ein Schwert in der Hand, es ist aber nicht mehr gen Frankreich gerichtet. Das ehemalige Restaurant Hessels am Rhein wurde neu aufgebaut und wurde unter den Namen „Homme D’or“ und folgend „Jedermann am Rhein“ bis zur Schließung im Dezember 2023 geführt.
Die seit 1913 in Essenberg Verladestelle bei Stromkilometer 778,1 diente seit 1928 als Rheinhafen Mevissen der Verschiffung der geförderten Steinkohle der Zeche Diergardt mit Sitz in Rheinhausen-Asterlagen sowie der Zeche Wilhelmine Mevissen. Die Hafenanlagen wurden bald nach Einstellung der Kohleförderung 1967 abgebaut, sodass nur noch die Kaimauer mit den Gewölbebögen stehen blieb. Das Hafenbecken wird heute als Reparaturwerft genutzt.

## Einwohnerentwicklung
| Jahr | Einwohner | Quelle |
| ---- | --------- | ------ |
| 1832 | 456       | [ 6 ]  |
| 1864 | 673       | [ 7 ]  |
| 1871 | 664       | [ 8 ]  |
| 1885 | 1152      | [ 4 ]  |
| 1895 | 1539      | [ 9 ]  |

## Baudenkmäler

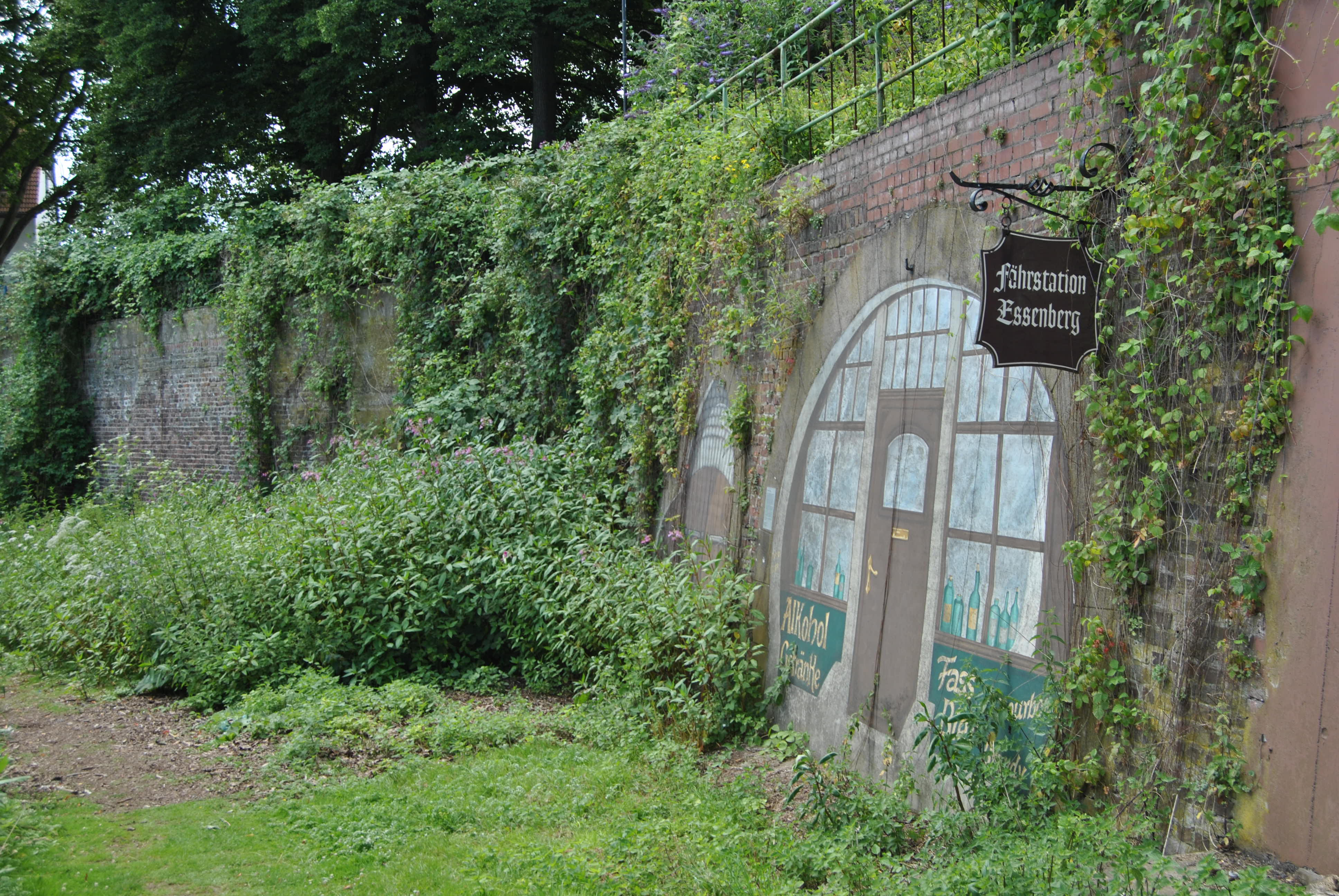
Ehemalige Fährstation Essenberg, 2012

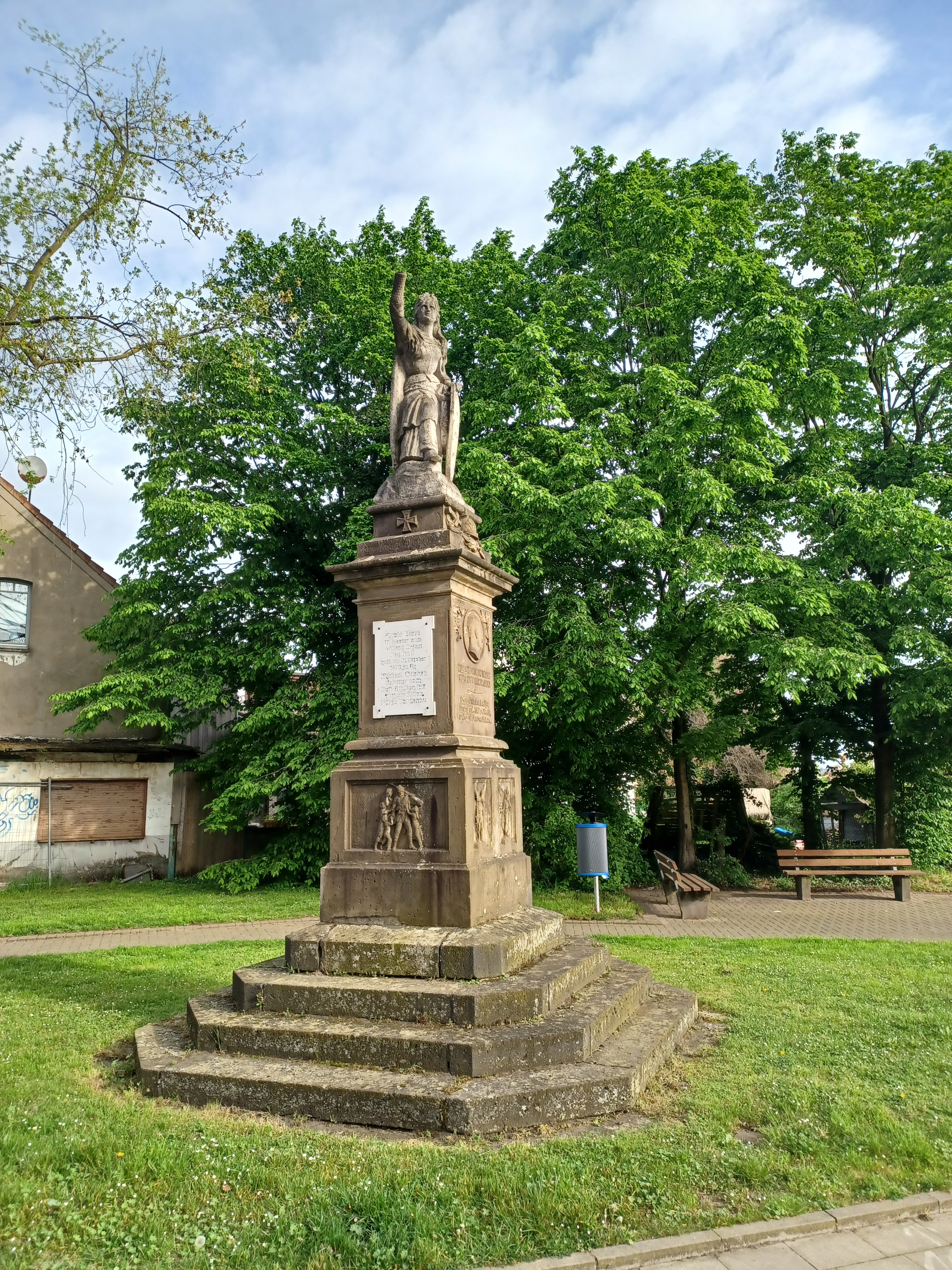
Germaniadenkmal, 2024

In Essenberg stehen die Wohnhäuser Wilhelmallee 48, 52, 53, 54, 55 und 56, die ehemalige Schiffsreparaturwerkstatt in der Wilhelmallee 12, das Kriegerdenkmal Germania sowie die alte Fährstelle unter Denkmalschutz.

## Verkehr
Von Essenberg aus führt die Rheinbrücke Neuenkamp der Bundesautobahn 40 über den Rhein. Früher verkehrte an dieser Stelle eine Rheinfähre. Die Venator, zuvor Sachtleben Chemie, besitzt eine Bahnanbindung über die ehemalige Bahnstrecke Duisburg-Ruhrort–Mönchengladbach. Durch Buslinien der DVG, sowie NIAG bestehen Anbindungen nach Duisburg, Rheinhausen, Baerl und Neukirchen-Vluyn.